# اليسيو دا كروز
اليسيو دا كروز (بالهولندية: Alessio da Cruz)‏ (18 يناير 1997 بآلميره في هولندا - ) هو لاعب كرة قدم هولندي في مركز مركز الجناح ‏. لعب مع أياكس أمستردام وتفينتي أنشخيدة وJong FC Twente ‏.

## روابط خارجية
- اليسيو دا كروز على موقع قاعدة بيانات كرة القدم.إي يو (الإنجليزية)
- اليسيو دا كروز على موقع Soccerway.com (الإنجليزية)